# Johan Galdenblad
Johan Galdenblad, död 1736, var en svensk katolsk jesuitpräst och rektor för ett jesuitkollegium i Linz, Österrike. Han var bror till Andreas Galdenblad.

## Biografi
Galdenblad lämnade Sverige omkring 1690 och utbildades sannolikt vid samma jesuitkollegium som brodern Andreas Galdenblad.
På 1690-talet utnämndes han till rektor för ett jesuitkollegium, Collegium Nordicum, i Linz, Österrike, avsett för studenter från Norden, vilket han förestod fram till sin död. Galdenblad var omkring 1715 biktfader för den tysk-romerske kejsaren Karl VI i Wien. Han försökte senare i Linz upprätta en katolsk akademi för adelsmän.